# Julius Nyerere
Julius Kambarage Nyerere (phát âm tiếng Swahili: [ˈdʒuːliəs kɑmˈbɑɾɑgə njɛˈɾɛɾɛ]; 13 tháng 4 năm 1922 – 14 tháng 10 năm 1999) là một nhà hoạt động chống thực dân, chính khách, và nhà lý luận chính trị Tanzania. Ông là Thủ tướng Tanganyika từ năm 1961 đến 1963 rồi trở thành Tổng thống từ năm 1963 đến 1964, sau đó, ông dẫn dắt nhà nhà nước hậu thân Tanzania với vai trò tổng thống từ năm 1964 tới 1985. Ông là một thành viên sáng lập đảng Liên minh Quốc gia châu Phi Tanganyika (TANU) và sau đó là thành viên của đảng Chama Cha Mapinduzi. Về tư tưởng là một người theo chủ nghĩa quốc gia và chủ nghĩa xã hội, ông đã xây dựng và lan truyền một hệ tư tưởng tên Ujamaa.